# La Portellada
La Portellada – gmina w Hiszpanii, w prowincji Teruel, w Aragonii, o powierzchni 21,37 km². W 2011 roku gmina liczyła 254 mieszkańców.